# جون د. ترافيس
جون د. ترافيس (بالإنجليزية: John D. Travis)‏ هو سياسي أمريكي، ولد في 8 أكتوبر 1940 في كلينتون في الولايات المتحدة، وتوفي في 21 أبريل 2016 في باتون روج في الولايات المتحدة. حزبياً، نشط في الحزب الديمقراطي. وقد انتخب عضو مجلس نواب لويزيانا.